# Деметриус, Лучия
Лучия Аврора Деметриус (рум. Lucia Aurora Demetrius; 16 февраля 1910 или 29 ноября 1910, Бухарест — 29 июля 1992[…], Бухарест) — румынская писательница, поэтесса, драматург и переводчик.
Родилась в Бухаресте в 1910 году, её родителями были писатель Василий Деметриус и его жена Антигона (урожденная Рабиновичи). Крестным отцом будущей писательницы был румынский политик Ион Георге Дука, который был в свое время одноклассником её отца. Мать Лучии была крещеной еврейкой и происходила из очень бедной семьи.

## Биография
С 1921 по 1928 год обучалась в школе. Затем в Бухарестском университете, где она получила дипломы по литературе (1931) и философии (1932).
С 1928 по 1931 год она училась в институте театра и кино. Являлась частью литературного кружка Sburătorul. После получения профессии актрисы некоторое время работа в театрах Брашова и Бухареста.
К 1934 году приняла решение покинуть сцену. В 1934 году начала изучать эстетику в Париже, где она собиралась получить докторскую степень, но вскоре вернулась домой. Обещанная стипендия не была получена, и у неё не было средств, чтобы себя содержать. С 1936 по 1941 год работала клерком.
В течение Второй мировой войны работала медсестрой в больнице для раненых солдат. С 1944 по 1949 год она преподавала в рабочей консерватории, была первым секретарем по прессе в министерстве информации с 1946 по 1949 год, а с 1950 по 1952 год работала театральным режиссером в Сибиу, Брашове и Бакэу.
Её письменный дебют состоялся в 1933 году. После 1944 года стала одним из ведущих драматургов Румынии. Драмы («Весы», 1949; «Новый брод», 1951; «Люди сегодняшнего дня», 1952; «Люди завтрашнего дня», 1956; «Родословное дерево», 1957; «Влайку и его сыновья», 1959; «Поют соловьи», 1961) имеют в основе острый социальный конфликт перехода на новый социалистический уклад жизни.
Является автором романа «Весна в Тырнаве» (1960) и сборников рассказов «Обещания» (1964), «Странное путешествие» (1965) и ряда других.
В качестве переводчика перевела на румынский язык большое количество произведений следующих авторов: Уильяма Шекспира, Шарля Перро, Гюстава Флобера, Виктора Гюго, Оноре де Бальзака, Александра Дюма, Ивана Тургенева, Ги де Мопассана, Константина Станиславского, Марселя Ахарда, Виталия Бианки, Ивана Бунина, Жюльена Грина и Луи Бромфилда. Она получила премию Фемина в 1936 году и Государственную премию в 1951 году.
Её мемуары, написанные с перерывами между 1975 и 1991 годами, охватывают более 500 страниц и были изданы в 2005 году.